# وقار، آلبانی
وقار (به لاتین: Vaqarr) یک سکونتگاه مسکونی در آلبانی است که در استان تیرانا واقع شده‌است.